# Orientoreicheia caucasica
Orientoreicheia caucasica is een keversoort uit de familie van de loopkevers (Carabidae). De wetenschappelijke naam van de soort is voor het eerst geldig gepubliceerd in 1921 door A.Fleischer.